# Proformica striaticeps
Proformica striaticeps är en myrart som först beskrevs av Auguste-Henri Forel 1911.  Proformica striaticeps ingår i släktet Proformica och familjen myror. Inga underarter finns listade i Catalogue of Life.